# Světový svaz bratrství
Světový svaz bratrství (anglicky: World Brotherhood Federation) byla mezinárodní křesťanská organizace existující v letech 1896 až 1938. Charakteristikou hnutí byla mezidenominační křesťanská spolupráce nad rámec církví, se zaměřením na univerzální křesťanské a v důsledku všelidské bratrství.

## Vznik organizace

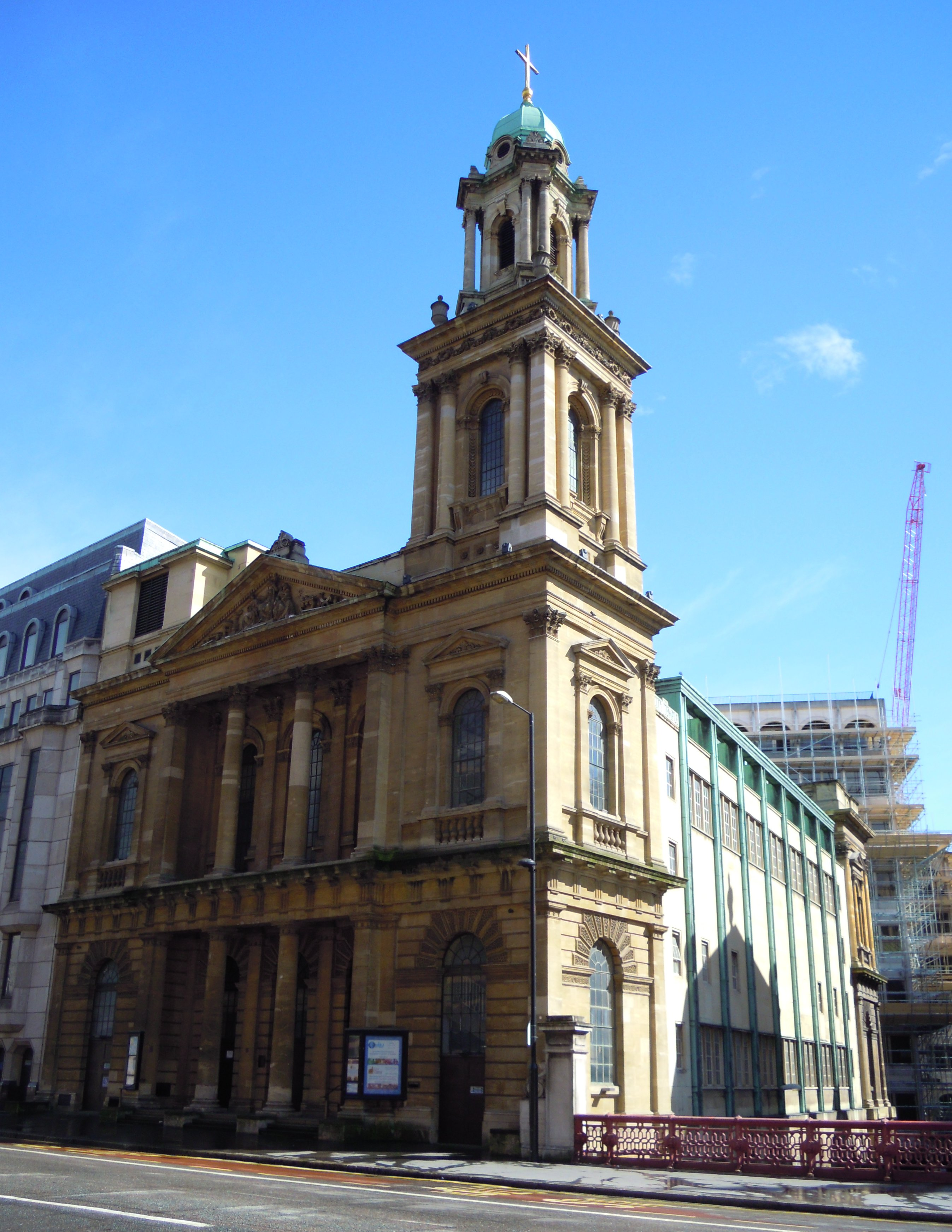
City Temple v Londýně, kde v roce 1906 vznikla Národní rada Bratrského hnutí

Základy původní organizace vznikly v roce 1896, když několik křesťanských protestantských teologů v čelem s bývalým finančníkem Williamem Wardem založilo mezinárodní křesťanské hnutí založené na ekumenické spolupráci, které pojmenovali jako Bratrské hnutí (anglicky: Brotherhood Movement). Aktivity organizace se původně soustřeďovaly především na země Britského impéria a postupně vznikaly její národní organizace. V roce 1906 byla založena Národní rada Bratrského hnutí ve Velké Británii. V roce 1912 pak byla založena Národní rada bratrství v Kanadě. V roce 1914 bylo v americkém Buffalu rozhodnuto vytvořit celosvětovou organizaci, kvůli světové válce bylo však toto rozhodnutí odloženo. V roce 1919 vznikla již institucionalizovaná celosvětová organizace hnutí s názvem Světový svaz bratrství. První kongres 13. až 17. září 1919  v Londýně vyhlásil duchovní stav světa jako „poničené bratrství lidstva“ v důsledku zabíjení a válečné nenávisti z proběhlé první světové války. Na to navázal program mírového budovaní světa. Prezidentem svazu byl poté jmenován britský baptistický nonkonformní kněz John Clifford.

## Ideová základna
Hnutí stálo na interdenominačním principu, členem se mohl stát člen jakékoli křesťanské církve, tak i křesťansky smýšlející člen mimo jakoukoli církev. Primárně bylo založeno jako organizace pro muže i ženy, kteří pravidelně nenavštěvovali žádnou bohoslužbu. Dle zakladatele Warda bylo i pro takzvané křesťanské agnostiky. Fakticky však hnutí stálo na základech protestantismu, ač v jeho řadách byli i zástupci ango-katolicismu v rámci anglikánství, tak i někteří katolíci. Cílem úsilí svazu bylo teoretické království nebeské lidských srdcí, jehož zhmotněním mělo být lidské bratrství. Náboženská internacionála čerpající z humanismu hodlala v novém kosmopolitním duchu navázat styky s lidmi všech světových vyznání. Nedílnou součástí organizování bratrské společnosti byla pro svaz demokracie, která byla důsledně uplatňována i v organizační struktuře. Jedním z hlavních údělů organizace bylo povzbuzení rozvoje vzdělání v oboru společenských věd. Vznik organizace Světového svazu bratrství v roce 1919 byl úzce spojen se vznikem struktur Společnosti národů.

## Organizace a činnost
V čele organizace stál od roku 1919 celosvětový výkonný výbor se sídlem v Londýně. Rozšířené vedení bylo složeno z mezinárodní rady, která zastupovala jednotlivé národní rady a výkonného výboru v čele s prezidentem. Výbor byl volen na kongresech zástupci jednotlivých národních rad a dalších organizací z jednotlivých zemí. Struktury organizace se postupně staly prestižní záležitostí světové diplomacie. Organizace byla v Británii úzce spojena předními politickými kruhy, které byly založeny především na spolupráci anglikánské církve s dalšími protestantskými církvemi a společnostmi. V organizaci působili zástupci všech významných britských politických stran. V Londýně jakožto v sídle Sjednocené Veliké Lóže Anglie byl svaz částečně navázán také na společenské struktury svobodného zednářství. Vlivný hlas v organizaci měl osobní přítel zakladatele Williama Warda britský premiér David Lloyd George za Liberální stranu. V rámci organizace působily nejrůznější obory lidské činnosti, mezi nimi např. humanitární pomoc. V průběhu první světové války hnutí pořádalo pomoc pro civilisty a sirotky ve válčícím Srbsku a Belgii. Další humanitární činnost probíhala také v Egyptě.

## Československé zastoupení
V Československu členstvo zahrnovalo členy a zástupce Českobratrské církve evangelické, Evangelické církve augsburského vyznání na Slovensku, Německé evangelické církve v Čechách, na Moravě a ve Slezsku, Církve československé, Bratrské jednoty Chelčického (baptistů), Metodistické mise v Československu, Jednoty českobratrské, Kostnické jednoty, Mírové jednoty Jindřišky Wurmové, členy YMCA a další. V republice byla jedna z nejsilnějších národních organizací svazu v regionu střední a východní Evropy, což v důsledku demonstrovaly celosvětové kongresy v Praze v letech 1921 a 1926.
27. až 30. srpna 1921 se v Praze konal třetí světový kongres svazu. Místem hlavního sněmu byl Obecní dům v Praze. Mimo jiné tam byl přednesen pozdravný vzkaz prezidenta T. G. Masaryka, Alice Masarykové a dalších osobností. Důraz byl položen na místní českou tradici bratrství, nikoliv čistě v církevní tradici, ale například také v sokolském hnutí. Slavnostní shromáždění s táborem lidu proběhlo u pomníku mistra Jana Husa na Staroměstském náměstí v Praze. 12. až 14. září 1926 se v Praze konal pátý kongres svazu. Ve veřejném životě místní kongresy i celý svaz kritizovaly místní struktury římskokatolické církve jako příliš modernistní a jejich církvi nepřátelský. Na půdě politiky zároveň svaz kritizovala také Komunistická strana Československa, která odsuzovala jeho náboženský a liberálně-kosmopolitní základ.
Členem svazu byl také Edvard Beneš, který působil v určité období jako místopředseda celosvětového výkonného výboru. Jeho křesťanské postoje si prošly složitým vývojem. Přes jeho ministrování v kostele v dětství, přes jeho radikální proticírkevní postoje v mládí ve spolupráci s antiklerikálním hnutím Volná myšlenka až po jeho novou víru ovlivněnou anglikánskou církví. Formálně řady katolické církve nikdy neopustil, ačkoliv se v roce 1927 stal svobodným zednářem, když v Praze vstoupil do zednářské lóže Komenský, za což mu hrozila exkomunikace z církve. Ač se pokládal za katolíka, již od jeho formativního pobytu v Anglii v roce 1907, kde navázal styky s Anglikánskou církví, měl blíže k širšímu pojetí racionalistického křesťanství, blízkému protestantství. Díky jeho spolupráci s T. G. Masarykem vždy zdůrazňoval českou křesťanskou cestu Jana Husa a Komenského. Spojení tohoto typu české Masarykovské zbožnosti s diplomatickým světovým rozměrem, jaký reprezentovaly do roku 1938 struktury Společnosti národů, viděl možnost pro rozvoj této národní duchovní tradice právě v humanitním a mezidenominačním rozměru Světového svazu bratrství.

## Zánik a odkaz
Svaz fakticky zanikl v roce 1938, společně se zánikem struktur úzce provázané Společnosti národů v Ženevě. To bylo vnímáno jako konec „ducha Ženevy“ meziválečného období. Na svaz v roce 1948 částečně navázala čistě ekumenická Světová rada církví, která své sídlo umístila na ženevské předměstí Le Grand-Saconnex. V roce 1950 v sídle UNESCO v Ženevě z popudu americké Národní konference Křesťanů a Židů, dnešní Národní konference pro komunitu a spravedlnost, byla založena organizace Fraternité mondiale (anglicky: World Brotherhood), která se zaměřuje na podobné ideály.

## Kongresy
- 1919: Londýn
- 1920: Washington, D.C.
- 1921: Praha
- 1923: Toronto
- 1926: Praha